# Коломер, Хосе
Хосе Коломер Рибас (исп. José Colomer Ribas, кат. Josep Colomer i Ribas, 10 марта 1935, Тарраса, Испания — 24 января 2013, там же) — испанский хоккеист (хоккей на траве), защитник. Бронзовый призёр летних Олимпийских игр 1960 года.

## Биография
Хосе Коломер родился 10 марта 1935 года в испанском городе Тарраса.
Играл в хоккей на траве за «Депортиво» из Таррасы, в составе которого три раза выиграл Кубок Короля (1955, 1966—1967), два раза — чемпионат Каталонии (1956, 1959).
В 1960 году вошёл в состав сборной Испании по хоккею на траве на Олимпийских играх в Риме и завоевал бронзовую медаль. Играл на позиции защитника, провёл 6 матчей, мячей не забивал.
В 1964 году вошёл в состав сборной Испании по хоккею на траве на Олимпийских играх в Токио, занявшей 4-е место. Играл на позиции защитника, провёл 8 матчей, забил 1 мяч в ворота сборной Гонконга.
В 1968 году вошёл в состав сборной Испании по хоккею на траве на Олимпийских играх в Мехико, занявшей 6-е место. Играл на позиции защитника, провёл 5 матчей, мячей не забивал.
В течение карьеры провёл за сборную Испании 75 матчей.
В 1983—1987 годах был президентом «Депортиво». Входил в совет Каталонской федерации хоккея.
По профессии был химиком.
Умер 24 января 2013 года в Таррасе.